# Barraca del camí del Masot II
La Barraca del camí del Masot II és una obra del Pla de Santa Maria (Alt Camp) inclosa a l'Inventari del Patrimoni Arquitectònic de Catalunya.

## Descripció
És aquest un conjunt arquitectònic de dues barraques geminades. La de l'esquerra presenta una certa casella, que finalitza en entrar en contacte amb la de la seva veïna. El conjunt és força irregular tot i que presenta formes força circulars. La seva orientació és sud.
A l'esquerra de la construcció hi ha un paravents amb una menjadora. Les falses cúpules de les dues construccions tanquen amb una llosa, la de l'esquerra a 3'20m d'alçada. La de la dreta a 2'80m.
La construcció de l'esquerra interiorment és circular amb un diàmetre de 2'725m. La de la dreta és més quadrada i mesura 2'30m de fondària per 2'25m d'amplada. Aquesta presenta a més un armari o amagatall. Els interiors d'ambdues construccions estan molt rejuntats amb fang.